# Zehnkampf-Länderkampf der Männer 1981 Sowjetunion – BR Deutschland
| 5. Leichtathletik-Länderkampf mit bundesdeutscher Beteiligung 1981 | 5. Leichtathletik-Länderkampf mit bundesdeutscher Beteiligung 1981 |
| ------------------------------------------------------------------ | ------------------------------------------------------------------ |
|                                                                    |                                                                    |
| Zehnkampf-Vergleich der Männer: Sowjetunion – BR Deutschland       |                                                                    |
| Austragungsort                                                     | Leningrad                                                          |
| Wettbewerbe                                                        | 1                                                                  |
| Datum                                                              | 13./14. Juni                                                       |
| 1. URS 2. FRG                                                      | 46.751 Punkte 46.483 Punkte                                        |
| Chronik                                                            |                                                                    |
| ← FRG-BGR (F)                                                      | URS-FRG 7kampf (F) →                                               |

Den fünften Vergleich des Länderkampfjahres 1981 bestritten die Zehnkämpfer, die zum dreizehnten Mal auf die Sowjetunion trafen. Die Begegnung wurde am 13./14. Juni in Leningrad, dem heutigen Sankt Petersburg, ausgetragen. Die Zwischenbilanz lautete neun zu drei für die UdSSR, den letzten Sieg für die Bundesrepublik hatte es 1977 gegeben.

## Modus
Jede Mannschaft konnte diesmal mit maximal acht Athleten antreten, von denen die sechs Besten durch Addition ihrer Punktzahlen gewertet wurden. Im Vorjahr hatte jedes Team sechs Teilnehmer stellen können, von denen die vier Besten gewertet worden waren.

## Ergebnis
In der Einzelwertung gab es auch in diesem Jahr wieder einen bundesdeutschen Sieg. In der Gesamtwertung ging es wie so oft eng zu in dieser Begegnung. Am Ende hatte die Sowjetunion einen Vorsprung von 268 Punkten, der Länderkampf endete mit 46.751 zu 46.483 Punkten für das sowjetische Team.

## Legende
Kurze Übersicht zur Bedeutung der Symbolik – so üblicherweise auch in sonstigen Veröffentlichungen verwendet:
| DNF | nicht im Ziel (did not finish)                               |
| DNS | nicht am Start (did not start)                               |
| NMH | keine Höhe (No Mark)                                         |
| w   | Rückenwindunterstützung über dem erlaubten Limit von 2,0 m/s |

## Resultat

### Zehnkampf
| Platz | Name                | Nation | Punkte | 100 m   | Weit- sprung | Kugel- stoßen | Hoch- sprung | 400 m   | 110 m Hürden | Diskus- wurf | Stabhoch- sprung | Speer- wurf | 1500 m      |
| ----- | ------------------- | ------ | ------ | ------- | ------------ | ------------- | ------------ | ------- | ------------ | ------------ | ---------------- | ----------- | ----------- |
| 01    | Jürgen Hingsen      | FRG    | 8051   | 11,18 s | 7,23 m w     | 14,10 m       | 1,80 m       | 49,82 s | 14,49 s      | 46,36 m      | 4,20 m           | 57,16 m     | 4:22,86 min |
| 02    | Alexander Grebenjuk | URS    | 7918   | 11,21 s | 7,00 m00     | 15,01 m       | 1,93 m       | 50,54 s | 15,00 s      | 44,18 m      | 4,60 m           | 58,70 m     | 4:36,42 min |
| 03    | Sergei Schelanow    | URS    | 7897   | 11,38 s | 7,46 m00     | 13,43 m       | 2,08 m       | 51,00 s | 14,88 s      | 42,02 m      | 4,70 m           | 56,62 m     | 4:27,67 min |
| 04    | Guido Kratschmer    | FRG    | 7847   | 11,08 s | 7,27 m00     | 14,82 m       | 1,90 m       | 49,83 s | 14,71 s      | 42,38 m      | 4,30 m           | 60,44 m     | 4:33,86 min |
| 05    | Grigori Degtjarow   | URS    | 7828   | 11,40 s | 6,85 m00     | 13,76 m       | 1,96 m       | 51,29 s | 14,81 s      | 47,00 m      | 4,80 m           | 56,52 m     | 4:23,34 min |
| 06    | Siegfried Wentz     | FRG    | 7818   | 11,44 s | 6,87 m00     | 14,72 m       | 1,99 m       | 50,46 s | 15,04 s      | 44,32 m      | 4,10 m           | 67,54 m     | 4:29,30 min |
| 07    | Nikolai Popzow      | URS    | 7792   | 11,62 s | 7,04 m00     | 14,88 m       | 2,02 m       | 51,69 s | 14,98 s      | 41,74 m      | 4,90 m           | 60,28 m     | 4:35,26 min |
| 08    | Andreas Rizzi       | FRG    | 7791   | 10,94 s | 7,46 m00     | 13,35 m       | 1,90 m       | 48,25 s | 15,60 s      | 41,64 m      | 4,50 m           | 50,28 m     | 4:22,20 min |
| 09    | Konstantin Achapkin | URS    | 7744   | 11,44 s | 6,90 m00     | 14,84 m       | 1,85 m       | 51,03 s | 14,99 s      | 44,10 m      | 4,60 m           | 59,10 m     | 4:23,28 min |
| 10    | Wladimir Burjakow   | URS    | 7572   | 11,41 s | 6,87 m00     | 14,33 m       | 1,85 m       | 48,69 s | 15,79 s      | 41,70 m      | 4,00 m           | 74,56 m     | 4:35,8 min  |
| 11    | Rudolf Brumund      | FRG    | 7564   | 11,42 s | 6,85 m00     | 13,43 m       | 1,88 m       | 51,36 s | 14,77 s      | 41,70 m      | 4,00 m           | 59,70 m     | 4:19,00 min |
| 12    | Margus Kasearu      | URS    | 7533   | 11,43 s | 7,00 m00     | 14,21 m       | 1,90 m       | 49,17 s | 14,73 s      | 38,71 m      | 4,30 m           | 47,26 m     | 4:19,85 min |
| 13    | Claus Marek         | FRG    | 7412   | 11,28 s | 7,35 m00     | 13,35 m       | 1,85 m       | 50,89 s | 15,02 s      | 39,62 m      | 4,30 m           | 42,40 m     | 4:39,15 min |
| 14    | Wiktor Grusenkin    | URS    | 6806   | 11,24 s | 7,05 m w     | 14,87 m       | NMH          | 51,08 s | 15,41 s      | 42,86 m      | 4,70 m           | 61,60 m     | 5:05,05 min |
| DNF   | Holger Schmidt      | FRG    |        | 11,49 s | 6,73 m00     | 15,38 m       | 1,85 m       | 51,71 s | 15,59 s      | 44,90 m      | 3,60 m           | DNS         |             |
| DNF   | Wolfgang Muders     | FRG    |        | 11,81 s | 6,95 m00     | 13,07 m       | 1,99 m       | 51,64 s | 15,59 s      | DNS          |                  |             |             |